# Kecamatan Tabukan Utara
Kecamatan Tabukan Utara är ett distrikt i Indonesien.   Det ligger i provinsen Sulawesi Utara, i den nordöstra delen av landet, 2 300 km nordost om huvudstaden Jakarta. Kecamatan Tabukan Utara ligger på ön Sangihe Besar Island.